# Tsunami (canción)
«Tsunami» es un sencillo realizado y producido por Niles Hollowell-Dhar (antes de darse a conocer como KSHMR), lanzada en nombre del dúo canadiense DVBBS y del DJ y productor estadounidense Borgeous. Fue lanzado el 19 de agosto de 2013 por el sello Doorn Records y posteriormente el 2 de septiembre por Spinnin' Records.

## Antecedentes
Inicialmente, se desconocía el creador de esta producción, siendo interpretado en numerosos festivales de música electrónica durante meses, principalmente promovido por Sander van Doorn, aunque siempre negó ser el autor.
Finalmente, Pete Tong en su programa radial emitido el 16 de agosto de 2013 por la BBC Radio 1 confirmó a DVBBS y Borgeous como los productores del sencillo. Fue considerado por la revista Billboard como la pista más tocada en el festival Tomorrowland. Fue oficialmente lanzado el 19 de agosto de 2013 por Doorn Records alcanzando una semana después el primer puesto en la lista de ventas del portal digital Beatport. El sencillo, también logró ingresar en los primeros puestos en la lista de ventas en iTunes en varias partes del mundo, y lideró la lista de sencillos de los Países Bajos y Bélgica e ingresó en el top 10 de otros países europeos tales como Dinamarca, Francia, Suecia y Suiza.

## Lista de canciones
| Descarga digital |                          |          |  |
| N.º              | Título                   | Duración |  |
| 1.               | «Tsunami» (Original Mix) | 3:56     |  |

| Descarga digital (Remix) |                               |          |  |
| N.º                      | Título                        | Duración |  |
| 2.                       | «Tsunami» (Blasterjaxx Remix) | 5:37     |  |

## Posicionamiento en listas y certificaciones
| Lista (2013–14)                         | Mejor posición |
| --------------------------------------- | -------------- |
| Alemania (Media Control AG)             | 14             |
| Austria (Ö3 Austria Top 40)             | 14             |
| Bélgica (Flandes) (Ultratop 50)         | 1              |
| Bélgica (Valonia) (Ultratop 50)         | 1              |
| Canadá (Hot 100)                        | 80             |
| Dinamarca (Tracklisten)                 | 8              |
| España (Top 100 Canciones)              | 39             |
| Estados Unidos (Hot Dance Club Songs)   | 4              |
| Estados Unidos (Dance/Electronic Songs) | 13             |
| Finlandia (OFC)                         | 9              |
| Francia (SNEP)                          | 3              |
| Irlanda (IRMA)                          | 72             |
| Hungría (Single Top 20)                 | 6              |
| Países Bajos (Dutch Top 40)             | 1              |
| Polonia (Polish Airplay Top 20)         | 15             |
| Suecia (Sverigetopplistan)              | 3              |
| Suiza (Schweizer Hitparade)             | 17             |

| País         | Lista (2013)       | Posición |
| ------------ | ------------------ | -------- |
| Bélgica      | Ultratop flamenca  | 27       |
| Bélgica      | Ultratop valona    | 41       |
| Países Bajos | Nederlandse Top 40 | 23       |
| Suecia       | Sverigetopplistan  | 67       |

| País         | Lista (2014)         | Posición |
| ------------ | -------------------- | -------- |
| Alemania     | Media Control Charts | 94       |
| Bélgica      | Ultratop flamenca    | 46       |
| Bélgica      | Ultratop valona      | 54       |
| Países Bajos | Nederlandse Top 40   | 62       |
| Suecia       | Sverigetopplistan    | 27       |

### Certificaciones
| País    | Organismo certificador | Certificación | Ventas | Ref.   |
| ------- | ---------------------- | ------------- | ------ | ------ |
| Bélgica | BEA                    | Platino       | 30 000 | [ 35 ] |
| Italia  | FIMI                   | Oro           | 15 000 | [ 36 ] |
| Suecia  | IFPI Suecia            | 2× Platino    | 40 000 | [ 37 ] |

## Tsunami (Jump)
El 9 de marzo de 2014, fue lanzado en el Reino Unido por el sello Ministry of Sound, una versión vocal del sencillo, renombrada como "Tsunami (Jump)" en la que incluye las voces del rapero británico Tinie Tempah. Gracias a esta versión, logró liderar la lista de sencillos del Reino Unido. Este fue el primer número uno de DVBBS & Borgeous, siendo también su primer lanzamiento en este territorio. Para Tinie Tempah resultó ser su cuarto número uno en el Reino Unido, el segundo como artista invitado. Fue incluida en una edición especial del álbum Demonstration de Tinie Tempah.
Los DVBBS manifestaron en una entrevista su deseo de trabajar con Tempah, al oír sus destacadas colaboraciones en canciones del género electrónico, como las fueron con Swedish House Mafia y Calvin Harris.

### Video musical
Fue dirigido por Fred Rowson. En él, muestra a Tinie Tempah sentado en un trono de hierro rodeado de bailarines de ballet, con un ambiente sombrío similar a la primera entrega del video en su versión instrumental.

### Lista de canciones
| Descarga digital – sencillo |                                                  |          |  |
| N.º                         | Título                                           | Duración |  |
| 1.                          | «Tsunami (Jump)» (con Tinie Tempah) (Radio Edit) | 2:39     |  |

| Descarga digital – EP |                                                                |          |  |
| N.º                   | Título                                                         | Duración |  |
| 1.                    | «Tsunami»                                                      | 3:56     |  |
| 2.                    | «Tsunami (Jump)» (con Tinie Tempah) (Friction Remix)           | 4:09     |  |
| 3.                    | «Tsunami (Jump)» (con Tinie Tempah) (All About She Remix)      | 3:34     |  |
| 4.                    | «Tsunami (Jump)» (con Tinie Tempah) (Tapesh Remix)             | 5:36     |  |
| 5.                    | «Tsunami (Jump)» (con Tinie Tempah) (Bill & Will Remix)        | 5:19     |  |
| 6.                    | «Tsunami (Jump)» (con Tinie Tempah) (LooKas & HLTR$KLTR Remix) | 3:39     |  |

### Posicionamiento en listas y certificaciones
| Lista (2014)                          | Mejor posición |
| ------------------------------------- | -------------- |
| Australia (ARIA)                      | 27             |
| Escocia (The Official Charts Company) | 1              |
| Irlanda (IRMA)                        | 7              |
| Nueva Zelanda (Recorded Music NZ)     | 8              |
| Reino Unido (UK Singles Chart)        | 1              |
| Reino Unido (UK Dance Chart)          | 1              |

| País        | Lista (2014)                | Posición |
| ----------- | --------------------------- | -------- |
| Australia   | ARIA Singles Chart          | 93       |
| Reino Unido | The Official Charts Company | 67       |

#### Certificaciones
| País        | Organismo certificador | Certificación | Ventas  | Ref.   |
| ----------- | ---------------------- | ------------- | ------- | ------ |
| Australia   | ARIA                   | Platino       | 70 000  | [ 52 ] |
| Reino Unido | BPI                    | Plata         | 200 000 | [ 53 ] |

### Sucesión en listas
| Anterior: «Take your time girl» (Live @ Ruud De Wild, 538) de Niels Geusebroek «Happy» de Pharrell Williams | Dutch Top 40 — Sencillo Nro 1 5 de octubre de 2013 — 19 de octubre de 2013 2 de noviembre de 2013 — 16 de noviembre de 2013 | Siguiente: «Happy» de Pharrell Williams «Hey Brother» de Avicii |
| Anterior: «Talk Dirty» de Jason Derulo con 2 Chainz                                                         | Ultratop 50 flamenca — Sencillo Nro 1 2 de noviembre de 2013 — 9 de noviembre de 2013                                       | Siguiente: «Royals» de Lorde                                    |
| Anterior: «My Love» de Route 94 con Jess Glynne                                                             | «Tsunami (Jump)» UK Singles Chart — Sencillo Nro 1 16 de marzo de 2014 — 22 de marzo de 2013                                | Siguiente: «I Got U» de Duke Dumont con Jax Jones               |